# A.N. Hansens Allé
A.N. Hansens Allé er en vej beliggende i Gentofte Kommune i Region Hovedstaden. Vejen er en sidevej til Strandvejen, der går mod øst og ender ved Øresund.
Vejen er anlagt i 1900. Den er opkaldt efter ejeren af det nærliggende landsted Øregaard, etatsråd Andreas Nicolai Hansen (1798-1873). Han blev valgt som nationalbankdirektør, men sagde nej tak. I 1857 var han medstifter af Privatbanken, nu Nordea.
I 1958 overgik vejen til offentlig vej.
|  | Denne artikel om en bygning eller et bygningsværk kan blive bedre, hvis der indsættes et (bedre) billede. Du kan hjælpe ved at afsøge Wikimedia Commons for et passende billede eller lægge et op på Wikimedia Commons med en af de tilladte licenser og indsætte det i artiklen. |

55°44′10.25″N 12°34′45.01″Ø / 55.7361806°N 12.5791694°Ø